# 常盤平
常盤平（ときわだいら）は、千葉県松戸市東部の地名・地区名。公称地名としては、常盤平一～七丁目、常盤平西窪町（ときわだいらにしくぼちょう）、常盤平柳町（ときわだいらやなぎちょう）、常盤平陣屋前（ときわだいらじんやまえ）、常盤平双葉町（ときわだいらふたばちょう）、常盤平松葉町（ときわだいらまつばちょう）がある。なお、常磐平は誤記である。

## 概要
松戸市の東部に位置し、松戸駅を基点に走る京成電鉄松戸線が市東部で半円を描くように大きくカーブする部分に位置する。地区の大部分は京成松戸線線路の南側に位置するが、常盤平一丁目のみは京成松戸線の北側にある。地区の南部を千葉県道281号松戸鎌ヶ谷線が東西に走る。隣接する町域は、北および東は金ヶ作、南は五香西、牧の原及び日暮、西は千駄堀である。
地域の最寄駅は京成松戸線五香駅・常盤平駅・八柱駅、及びJR武蔵野線新八柱駅である。
常盤平団地の造成に伴って成立した地名で、常盤平一～七丁目は1962年、常盤平西窪町、常盤平柳町、常盤平陣屋前、常盤平双葉町、常盤平松葉町は1970年に成立した。それ以前は大部分が金ケ作（かねがさく）、一部が五香六実及び日暮に属していた。
常盤平西窪町・常盤平柳町・常盤平陣屋前・常盤平双葉町などは、近年の八柱駅周辺の開発により人口が増え、町会が分割されるなどしている。常盤平松葉町は常盤平公園、常盤平体育館、常盤平衛生処理字(下水処理場)などがあるのみで、人家はない。

### 地価
住宅地の地価は、2014年（平成26年）1月1日の公示地価によれば、常盤平1丁目16番8の地点で15万8000円/m2となっている。

### 郵便番号
郵便番号は以下の通りである。
| 町丁         | 郵便番号 |
| ------------ | -------- |
| 常盤平       | 270-2261 |
| 常盤平陣屋前 | 270-2265 |
| 常盤平西窪町 | 270-2266 |
| 常盤平柳町   | 270-2263 |
| 常盤平双葉町 | 270-2262 |
| 常盤平松葉町 | 270-2264 |

## 地域

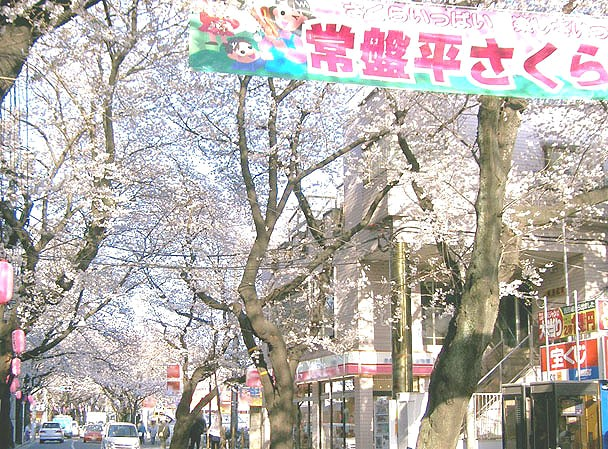
常盤平さくら通り

京成松戸線八柱駅及びJR武蔵野線新八柱駅前から京成松戸線常盤平駅前をへて五香駅前まで日本の道100選に指定されている常盤平さくら通り（約3，1キロ）が延びており、春の桜の季節になるとのべ50万人近くが訪れる「常盤平さくら祭り」が催される。 常盤平駅南口の駅前で、「常盤平けやき通り」（新・日本街路樹100景）と「常盤平さくら通り」（日本の道100選）が交差している。
常盤平地区は、良好な住環境から、市内では人気の住宅地のひとつとなっている。隣接する日暮地区（八柱駅・新八柱駅周辺）、牧の原地区（常盤平地区の南側）には、近年はマンションが盛んに建設されており人口増加が著しいが、常盤平地区は高層マンションの立地はこれら2地区に比べると少なく、比較的落ち着いた雰囲気が保たれている。
地区内には常盤平団地がある。1990年代から建物の老朽化が問題となり建て替えも提案されていたが、高齢化が進展している事情などから建て替え反対運動が起こり、ストック活用（従来通りのメンテナンスを続け存置）の方針が打ち出された。昭和30年代の公団住宅の建て替えが進む中、初期の公団団地の姿をそのまま残す貴重な存在となりつつある。常盤平団地自治会では、NHKに孤独死問題で取り上げられ話題をよんだことに伴い「孤独死ゼロ作戦」等を進めている。

## 世帯数と人口
2017年（平成29年）11月1日現在の世帯数と人口は以下の通りである。

### 丁目
| 丁目         | 世帯数     | 人口     |
| ------------ | ---------- | -------- |
| 常盤平一丁目 | 934世帯    | 1,913人  |
| 常盤平二丁目 | 2,067世帯  | 3,678人  |
| 常盤平三丁目 | 2,476世帯  | 4,132人  |
| 常盤平四丁目 | 2,882世帯  | 5,479人  |
| 常盤平五丁目 | 925世帯    | 1,731人  |
| 常盤平六丁目 | 828世帯    | 1,983人  |
| 常盤平七丁目 | 1,604世帯  | 3,088人  |
| 計           | 11,716世帯 | 22,004人 |

### 町丁
| 町丁         | 世帯数  | 人口    |
| ------------ | ------- | ------- |
| 常盤平西窪町 | 899世帯 | 2,034人 |
| 常盤平双葉町 | 696世帯 | 1,695人 |
| 常盤平柳町   | 664世帯 | 1,496人 |

## 小・中学校の学区
市立小・中学校に通う場合、学区は以下の通りとなる。

### 丁目
| 丁目         | 番地                            | 小学校                   | 中学校               |
| ------------ | ------------------------------- | ------------------------ | -------------------- |
| 常盤平一丁目 | 全域                            | 松戸市立高木小学校       | 松戸市立金ケ作中学校 |
| 常盤平二丁目 | 1～6番地 11～21番地 26～29番地  | 松戸市立常盤平第三小学校 | 松戸市立常盤平中学校 |
| 常盤平二丁目 | 7～10番地 22～25番地 30～36番地 | 松戸市立常盤平第一小学校 | 松戸市立常盤平中学校 |
| 常盤平三丁目 | 24番地 27～33番地               | 松戸市立常盤平第一小学校 | 松戸市立常盤平中学校 |
| 常盤平三丁目 | 1～3番地 8～14番地 20～23番地   | 松戸市立常盤平第一小学校 | 松戸市立金ケ作中学校 |
| 常盤平三丁目 | 4～7番地 15～19番地 25～26番地  | 松戸市立常盤平第二小学校 | 松戸市立金ケ作中学校 |
| 常盤平四丁目 | 全域                            | 松戸市立常盤平第二小学校 | 松戸市立金ケ作中学校 |
| 常盤平五丁目 | 全域                            | 松戸市立常盤平第二小学校 | 松戸市立第四中学校   |
| 常盤平六丁目 | 1～17番地 21～23番地 30～33番地 | 松戸市立常盤平第二小学校 | 松戸市立常盤平中学校 |
| 常盤平六丁目 | 18～20番地 24～29番地           | 松戸市立牧野原小学校     | 松戸市立常盤平中学校 |
| 常盤平七丁目 | 20～36番地                      | 松戸市立牧野原小学校     | 松戸市立常盤平中学校 |
| 常盤平七丁目 | 1～19番地                       | 松戸市立常盤平第一小学校 | 松戸市立常盤平中学校 |

### 町丁
| 町丁         | 番地                 | 小学校                   | 中学校               |
| ------------ | -------------------- | ------------------------ | -------------------- |
| 常盤平西窪町 | 全域                 | 松戸市立常盤平第三小学校 | 松戸市立常盤平中学校 |
| 常盤平双葉町 | 1～18番地 20番地     | 松戸市立常盤平第三小学校 | 松戸市立常盤平中学校 |
| 常盤平双葉町 | 19番地 21番地 22番地 | 松戸市立牧野原小学校     | 松戸市立常盤平中学校 |
| 常盤平柳町   | 17～27番地           | 松戸市立牧野原小学校     | 松戸市立常盤平中学校 |
| 常盤平柳町   | 1～16番地            | 松戸市立常盤平第三小学校 | 松戸市立常盤平中学校 |
| 常盤平松葉町 | 全域                 | 松戸市立常盤平第三小学校 | 松戸市立常盤平中学校 |

## 交通

### 公共交通
鉄道
- 京成電鉄

松戸線:常盤平駅・五香駅
路線バス
- 京成バス千葉ウエスト松戸東営業所
  - 2A系統:常盤平駅 - さくら通り入口 - 常盤平支所前 - 公団入口 - 牧の原小学校 - 牧の原団地
  - 7系統:馬橋駅入口 - 八ヶ崎 - 八原台 - 常盤平駅北口

※過去には、常盤平駅～五香駅を結ぶ常盤平団地内を循環する路線もあったが利用者の減少により廃止された。

### 道路
- 千葉県道51号市川柏線
- 千葉県道281号松戸鎌ヶ谷線
- 常盤平さくら通り←「日本の道100選」
- 常盤平けやき通り←「新日本街路樹100景」
- ゆりのき通り
- えんじゅ通り→さるすべり通り。数年かけ百日紅（さるすべり）の木へ植え替えが行われ、2017年現在、さるすべり通りとなっている。
- やまもも通り
- とうかえで通り
- はなみずき通り
- 上記以外にも名称のついていない並木通りが多数ある。
- 上記の並木は他の2つ以上の並木と必ず接続している。
- とうかえで通り以外は、さくら通りと繋がっている。

## 主な公共施設
教育
- 学校法人 常盤平学園 常盤平幼稚園（常盤平二丁目）
- 栴檀幼稚園（常盤平二丁目）
- 学校法人 ひので学園 ひので幼稚園（常盤平七丁目）

- 松戸市立常盤平第一小学校（常盤平七丁目）
- 松戸市立常盤平第二小学校（常盤平四丁目）
- 松戸市立常盤平第三小学校（常盤平西窪町）
- 松戸市立常盤平中学校（常盤平七丁目）

上記以外の常盤平在住者が通学する小中学校
- 松戸市立高木小学校（金ケ作）
- 松戸市立牧野原小学校（牧の原）
- 松戸市立金ケ作中学校（金ケ作）
- 松戸市立第四中学校（五香西一丁目）

公園
- ひまわり公園（常盤平一丁目）
- つつじ公園 （常盤平一丁目）
- しょうぶ公園（常盤平二丁目）
- こでまり公園（常盤平二丁目）
- さくら公園（常盤平二丁目）
- 金ヶ作公園（常盤平三丁目）
- あべりあ公園（常盤平三丁目）
- ふよう公園（常盤平三丁目）
- さつき公園（常盤平三丁目）
- 常盤平３丁目こどもの遊び場（常盤平三丁目）
- はなみずき公園（常盤平四丁目）
- くぬぎ公園（常盤平四丁目）

- やまぶき公園（常盤平五丁目）
- しらかし公園（常盤平六丁目）
- ぽぷら公園（常盤平六丁目）
- つばき公園（常盤平七丁目）
- 子和清水一号緑地（常盤平七丁目）
- 常盤平公園（常盤平松葉町）
- さるびあ公園（常盤平西窪町）
- わかば公園（常盤平双葉町）
- 柳町こどもの遊び場（常盤平柳町）

銀行・郵便局
- 常盤平駅前郵便局（常盤平一丁目）
- 千葉銀行常盤平支店常盤平駅ビル内（常盤平一丁目）
- 三菱UFJ銀行常盤平駅前ATMコーナー（常盤平二丁目）
- 東京東信用金庫ときわ平支店（常盤平三丁目）
- 常盤平郵便局（常盤平三丁目）
- ゆうちょ銀行西友常盤平店出張所（常盤平三丁目）
- みずほ銀行西友常盤平出張所（常盤平三丁目）
- JAとうかつ中央 常盤平支店（旧JAまつど）（常盤平三丁目）
- 千葉銀行五香支店五香駅ビル内（常盤平五丁目）
- 朝日信用金庫ときわ平支店（常盤平五丁目）
- 京葉銀行常盤平支店（常盤平五丁目）
- みずほ銀行五香支店（常盤平五丁目）
- 西窪郵便局（常盤平西窪町）

行政
- 松戸市役所常盤平支所（常盤平三丁目）
- 常盤平市民センター（常盤平三丁目）

常盤平市民センター別館（常盤平三丁目）
- 市立図書館常盤平分館（市民センター内）
- 常盤平交番（常盤平三丁目）
- 金ヶ作公園庭球場（常盤平三丁目）庭球場4面、運動広場あり
- 松戸市水道部常盤平浄水場（常盤平三丁目）
- 常盤平老人福祉センター(常盤平三丁目)
- 常盤平衛生処理場（常盤平松葉町）
- 常盤平体育館（常盤平松葉町）
- 常盤平児童福祉館（常盤平西窪町）市内で最初の児童館、昭和42年開設。
- 常盤平会館（常盤平松葉町） 常盤平四町会が各町会ごとの会議、集会や町会合同の催し物等に使用する施設。 常盤平陣屋前、常盤平西窪町、常盤平双葉町、常盤平柳町町会では常盤平一~七丁目、常盤平松葉町を除いた町会を常盤平 四 町会と呼んでいる

医療
- 医療法人社団ときわ会常盤平中央病院（常盤平六丁目）
- 医療法人社団ときわ会常盤平記念病院（常盤平七丁目）

スポーツ施設
- 常盤平駅北口ビルダンロップテニススクール常盤平（常盤平一丁目）
- 金ヶ作公園庭球場４面、運動広場（グラウンド）（常盤平三丁目）
- 五香駅西口第２ビルコナミスポーツクラブ五香（エグザス）（常盤平五丁目）
- 常盤平体育館（常盤平松葉町）

宗教
- ときわ平キリスト教会（常盤平六丁目）
- インマヌエル松戸キリスト教会（イムマヌエル綜合伝道団）（常盤平西窪町）

## 史跡
- 金比羅神社（常盤平六丁目）
- 子和清水 - ウェイバックマシン（2004年2月29日アーカイブ分）（一茶の句碑）（常盤平七丁目）

## 商業施設
- 常盤平地区の商業施設は、常盤平駅#駅周辺・五香駅#駅周辺も参照のこと。

上記以外の商業施設
- ローソン松戸常盤平一丁目店（常盤平一丁目）
- セブンイレブン松戸常盤平駅前店（常盤平一丁目）
- セブンイレブン常盤平駅南口店（常盤平二丁目）
- 丼丸　海の幸２号店常盤平駅前店（常盤平二丁目）
- 酒＆業務スーパー酒市場ヤマダ 常盤平店（常盤平三丁目）
- 同一敷地内にある店舗 - オランダ家松戸常盤平店、タワーメガネ常盤平店（携帯電話ショップ併設）、マツモトキヨシ常盤平店、美容室VITA常盤平店（常盤平三丁目）
- 金太楼鮨ときわ平店（常盤平三丁目）
- スズキオート販売松戸（常盤平三丁目）
- ビッグ・エー松戸常盤平店（常盤平三丁目）
- ピザーラ松戸店（常盤平四丁目）
- アウトレット-J松戸常盤平店（カジュアル衣料）（常盤平四丁目）
- ウエルシア松戸常盤平店（常盤平四丁目）
- ピーナッツサブレー本舗　富井　工場直売店（常盤平五丁目）
- ピザ・ウイリー常盤平店（常盤平五丁目）
- 星乃珈琲店五香店（常盤平五丁目）
- 洋麺屋五右衛門五香店（常盤平五丁目）
- ウエルシア・松戸牧の原店（常盤平六丁目）
- ローソン松戸常盤平店（常盤平六丁目）
- コメダ珈琲店松戸常盤平店（常盤平六丁目）
- ミニコープ常盤平店（常盤平六丁目）
- ロイヤルホスト常盤平店（常盤平七丁目）
- ファミリーマートキタハラ常盤平店（常盤平七丁目）
- トヨタカローラ千葉ときわ平店（常盤平柳町）
- ドミノ・ピザ八柱店（常盤平西窪町）

常盤平地区内ではないが名称に「常盤（ときわ）平」が入っている施設等
- ホームセンターユニディ松戸ときわ平店（牧の原）
- 洋服の青山松戸常盤平店（牧の原）
- 常盤平保健福祉センター（松戸市健康福祉会館ふれあい22内）（五香西）
- 上州屋松戸常盤平店（牧の原）